# Rassocha (dopływ Jasacznej)
Rassocha (ros. Рассоха, Rassocha) – rzeka w azjatyckiej części Rosji, w Jakucji; lewy dopływ Jasacznej. Długość 350 km.
Powstaje z połączenia kilku rzek mających źródła w Górach Czerskiego; w środkowym biegu płynie w głębokiej dolinie przez Góry Momskie; w dolnym biegu na Nizinie Kołymskiej liczne meandry i starorzecza. Zasilanie śniegowo-deszczowe; zamarza od października do maja.